# Michiel van der Klis

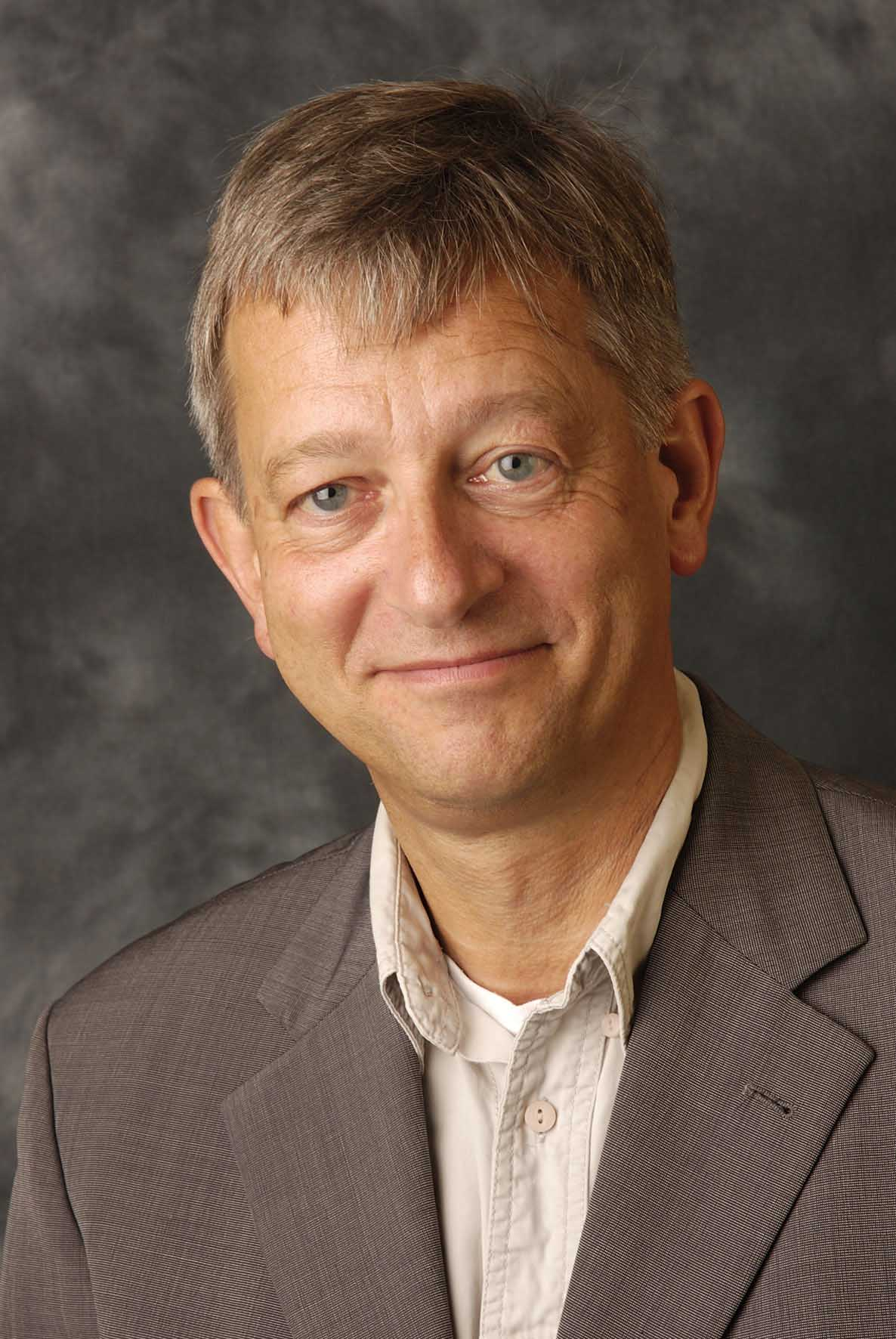
Michiel van der Klis (2004)

Michiel Baldur Maximiliaan van der Klis (* 9. Juni 1953 in Den Haag) ist ein niederländischer Astrophysiker.

## Laufbahn
Van der Klis wurde 1983 an der Universität Amsterdam bei Ed van den Heuvel über die Beobachtung von Röntgendoppelsternen promoviert. Als Post-Doktorand war er am ESTEC in Noordwijk. 1989 wurde er Assistenzprofessor an der Universität Amsterdam, an der er 1993 eine volle Professor erhielt. Er ist am Astronomischen Institut "Anton Pannekoek" der Universität tätig, dessen Direktor er von 2005 bis 2010 war. Von 2010 bis 2015 hatte er eine Akademie-Professur der Königlich Niederländischen Akademie der Wissenschaften (KNAW) inne.
Klis ist der Entdecker des ersten Röntgen-Pulsars mit Perioden im Millisekunden Bereich – er dreht sich mit 400 Umdrehungen pro Sekunde.
Außerdem entdeckte er 1984 am EXOSAT-Forschungssatelliten der ESA das Phänomen quasiperiodischer Oszillationen im Röntgenspektrum von Röntgendoppelsternen (QPO). Das Phänomen war danach ein sehr aktives Forschungsfeld, da es vom inneren Rand der Akkretionsscheibe um kompakte Objekte wie Schwarzen Löcher oder Neutronensterne stammt und Einblicke in deren Dynamik und in allgemeinrelativistische Effekte erlaubt.

## Ehrungen und Preise
- 1987 Bruno-Rossi-Preis
- 1990 Zeldovich Medaille der COSPAR
- 2002 Mitglied der Königlich Niederländischen Akademie der Wissenschaften (KNAW)[3]
- 2003 Mitglied der Königlich Holländischen Gesellschaft der Wissenschaften (KHMW)
- 2004 Spinoza-Preis
- 2010 Akademie-Lehrstuhl der KNAW[4]
- 2019: Benennung eines Asteroiden nach ihm: (12653) van der Klis.

## Schriften (Auswahl)
- Michiel van der Klis: The Buzz of General Relativity. In: Science. Band 285, Nr. 5433, 3. September 1999, S. 1499–1500, doi:10.1126/science.285.5433.1499 (englisch).
- Walther H. G. Lewin, Michiel van der Klis (Hrsg.): Compact Stellar X-Ray Sources. Cambridge University Press, 2006, ISBN 978-1-139-45177-2.